# Saladoblanco
Saladoblanco é um município da Colômbia, localizado no departamento de Huila.